# Louise Crome
Pour les articles homonymes, voir Crome.
Louise Crome, née le 6 avril 1978 à Waihi, est une joueuse professionnelle de squash représentant la Nouvelle-Zélande. Elle atteint en août 2008 la  22e place mondiale sur le circuit international, son meilleur classement. 

## Biographie
Louise Crome est titulaire d'un bachelor en commerce avec spécialisation en systèmes d'information de l'université d'Auckland et d'un MBA de l'université Victoria de Wellington.
Elle est mariée à l'ancien homme politique et ancien chef du parti néo-zélandais ACT New Zealand, Rodney Hide, de 21 ans son aîné. 

## Palmarès

### Finales
- Elbow River Casino Calgary Open 2007
- Championnats de Nouvelle-Zélande : 2 finales (2005, 2007)